# Gifuelloides
Gifuelloides es un género de foraminífero bentónico de la subfamilia Neoschwagerininae, de la familia Neoschwagerinidae, de la superfamilia Fusulinoidea, del suborden Fusulinina y del orden Fusulinida. Su especie tipo era Colania larga. Su rango cronoestratigráfico abarcaba el Guadalupiense (Pérmico medio).

## Discusión
Clasificaciones más recientes incluyen Gifuelloides en la superfamilia Neoschwagerinoidea, y en la subclase Fusulinana de la clase Fusulinata. Algunas clasificaciones lo han considerado un género válido de la Subfamilia Gifuellinae.

## Clasificación
Gifuelloides incluye a las siguientes especies:
- Gifuelloides hanaokensis †
- Gifuelloides larga †